# Malien Première Division
Malien Première Division jest najwyższą klasą rozgrywek piłkarskich o mistrzostwo Mali. Pierwsza edycja miała miejsce w 1966. W lidze występuje 14 zespołów. Rozgrywki zaczynają się w styczniu, a kończą się w sierpniu. W 2004 liga uzyskała status profesjonalny.

## Mistrzowie Mali
| - 1966: Djoliba AC Bamako - 1967: Djoliba AC Bamako - 1968: Djoliba AC Bamako - 1969: AS Real Bamako - 1970: Stade Malien Bamako - 1971: Djoliba AC Bamako - 1972: Stade Malien Bamako - 1973: Djoliba AC Bamako - 1974: Djoliba AC Bamako - 1975: Djoliba AC Bamako - 1976: Djoliba AC Bamako - 1977: nie rozgrywano - 1978: nie rozgrywano - 1979: Djoliba AC Bamako - 1980: AS Real Bamako - 1981: AS Real Bamako - 1982: Djoliba AC Bamako |  | - 1983: AS Real Bamako - 1984: Stade Malien Bamako - 1985: Djoliba AC Bamako - 1986: AS Real Bamako - 1987: Stade Malien Bamako - 1988: Djoliba AC Bamako - 1989: Stade Malien Bamako - 1990: Djoliba AC Bamako - 1991: AS Real Bamako - 1992: Djoliba AC Bamako - 1993: Stade Malien Bamako - 1994: Stade Malien Bamako - 1995: Stade Malien Bamako - 1996: Djoliba AC Bamako - 1997: Djoliba AC Bamako - 1998: Djoliba AC Bamako - 1999: Djoliba AC Bamako |  | - 2000: Stade Malien Bamako - 2001: Stade Malien Bamako - 2002: Stade Malien Bamako - 2003: Stade Malien Bamako - 2004: Djoliba AC Bamako - 2005: Stade Malien Bamako - 2006: Stade Malien Bamako - 2007: Stade Malien Bamako - 2008: Djoliba AC Bamako - 2009: Djoliba AC Bamako - 2010: Stade Malien Bamako - 2011: Stade Malien Bamako - 2012: Djoliba AC Bamako - 2013: Stade Malien Bamako - 2014: Stade Malien Bamako - 2015: Stade Malien Bamako - 2016: Stade Malien Bamako |

## Liczba tytułów
| Klub                | Miasto | Liczba tytułów | Ostatni tytuł |
| ------------------- | ------ | -------------- | ------------- |
| Djoliba AC Bamako   | Bamako | 21             | 2012          |
| Stade Malien Bamako | Bamako | 21             | 2016          |
| AS Real Bamako      | Bamako | 6              | 1991          |